# Étang du Grand-Turlet
L'étang du Grand-Turlet est un étang de la Dombes, sur la commune de Lapeyrouse, au sud de Villars-les-Dombes (Ain).

## Description
Situé à la sortie sud de Villars-les-Dombes, l'étang du Grand-Turlet est contigu au Parc des oiseaux, dont il est séparé par la RD 1083 (Lyon-Bourg-en-Bresse), tracée en 1840. Il s'étend sur 60 hectares et a une profondeur moyenne de 70 cm. Il est traversé par la ligne ferroviaire Lyon-Bourg, inaugurée en 1866.

## Histoire
L'étang est un plan d'eau artificiel créé au XIVe siècle. 
Depuis 1963, il fait partie de la Réserve départementale des oiseaux de Villars-les-Dombes, dont il constitue l'étang le plus étendu.

## Écologie
L'étang du Grand-Turlet est riche en carpes, en brochets, en gardons, en tanches et en rotengles. On y pêche 10 à 15 tonnes de poissons chaque année.
La faune avicole est surtout constituée de canards de surface (colvert, nette rousse, pilet, sarcelle d'été et d'hiver, tadorne de Belon, chipeau) et de canards plongeurs (fuligules). On y rencontre aussi des hérons, des cygnes, des poules d'eau, des foulques et des grèbes.
L'étang est entouré d'une roselière (phragmites, typhas, etc.).